# Agylla corcovada
Agylla corcovada là một loài bướm đêm thuộc phân họ Arctiinae, họ Erebidae.